# Las 7 caras del Dr. Lao
Las 7 caras del Dr. Lao (en inglés: 7 Faces of Dr. Lao), es una película estadounidense de comedia y fantasía de 1964, dirigida por George Pal y protagonizada por Tony Randall. Es una adaptación de Charles Beaumont de la novela de fantasía El circo del Dr. Lao, de Charles G. Finney; que detalla la visita de un circo mágico a un pequeño pueblo del suroeste de los Estados Unidos y los efectos que la visita tiene en sus habitantes.

## Sinopsis
A principios del siglo XX, un misterioso personaje vestido a la usanza china llega montado en un burro, al poblado de Abalone, Arizona. 
Lleva consigo un solo elemento visible: una pequeña esfera de cristal, un acuario ocupado por un pez exótico. El extraño personaje, que se hace llamar Dr. Lao (interpretado por Tony Randall), se presenta en el establecimiento del editor Edward Cunningham (John Ericson), dueño del periódico local, el "Abalone Dayly Star", y solicita que se publique un gran anuncio sobre su espectáculo de variedades: "El Circo Mágico", que se mostrará en la ciudad solo por dos noches. 
...El circo abre sus puertas y toda la población asiste al evento. Lao usa sus muchas caras para ofrecer su sabiduría a los visitantes.

## Reparto
- Tony Randall como el Dr. Lao: personaje de ascendencia china que llega al pueblo de Abalone en una mula con una pequeña pecera.
  - el Abominable Hombre de las Nieves:
  - el Mago Merlín:
  - Apolonio de Tiana:
  - Pan:
  - Serpiente gigante:
  - Medusa:
- Barbara Eden como Angela Benedict: bibliotecaria viuda.
- Arthur O'Connell como Clint Stark: ricachón egoísta.
- John Ericson como Ed Cunningham: editor activista.
- Noah Beery, Jr. como Sam: leal impresor.
- Minerva Urecal como Kate Lindquist: esposa de mal carácter.
- Frank Kreig como Peter Ramsey: alegre lugareño.
- Eddie Little Sky como George G. George: amistoso aborigen.
- Lee Patrick como Sra. Howard T. Cassan: mujer de miras estrechas.
- John Qualen como Luther Lindquist: esposo sumiso.
- Peggy Rea como Bunny Ramsey: esposa alegre.
- Royal Dano como Casey: bravucón.
- John Doucette como Lucas: compañero del bravucón.
- Frank Cady como James Sargent: alcalde del pueblo.
- Argentina Brunetti como Sarah Benedict: suegra de Angela.
- Dal McKennon como vaquero.
- Chubby Johnson como vaquero.
- Douglas Fowley como vaquero.
- Kevin Tate como Mike Benedict: hijo de Angela.

Bess Flowers como asistente al espectáculo de Medusa y George J. Lewis como el Sr. Frisco; ambos sin acreditar.

## Producción
El "Woldercan espectacular" que presenta el Dr. Lao como el gran final de su circo contiene muchas imágenes de una producción anterior de George Pal, Atlantis, el continente perdido, de 1961, así como algunas imágenes de lava fluida de The Time Machine e imágenes de acciones de destrucción de la producción Quo Vadis de 1951.
La bola de cristal y el gran reloj de arena utilizados por la bruja malvada del oeste en El Mago de Oz de 1939 pueden ser vistos en la película. Además, en la escena donde Mike visita a Lao por la noche, se puede ver una tortuga de dos cabezas; esto hizo algunas apariciones posteriores en la serie de televisión The Addams Family.

## Recepción
"Las 7 caras del Dr. Lao" obtuvo recepción positiva de múltiples críticos de cine. Rotten Tomatoes, Agregador de reseñas, informa que el 100% de seis críticos encuestados dieron a la película una crítica positiva; la calificación promedio es de 7/10.

## Premios
La animación de Jim Danforth fue nominada a los mejores efectos visuales por la Academia.
William Tuttle recibió un Óscar honorífico por su trabajo de maquillaje en esta película.